# Kamienica przy ulicy Poselskiej 9 w Krakowie
Kamienica przy ulicy Poselskiej 9 – zabytkowa kamienica znajdująca się w Krakowie, w dzielnicy I przy ulicy Poselskiej, na Starym Mieście.

## Historia kamienicy
Kamienica została wzniesiona w II połowie XIV wieku. W 1375 jej właścicielem był kasztelan lanckoroński Jan Orzeszek. W latach 1442–1444 w budynku mieszkał legat papieski Giuliano Cesarini, od którego pochodzi nazwa ulicy Poselskiej, zwanej w przeszłości także Legacką. W 1905 kamienicę przejął magistrat i ulokował w niej siedzibę Wydziału IV dla spraw Ubogich. W 1924 powróciła ona w ręce prywatne, stając się własnością nieznanego z imienia żyda Petersteina. Od 1990 w budynku znajduje się sala prób Kameralnego Chóru Muzyki Dawnej „Canticum Novum”.
26 października 2012 kamienica została wpisana do rejestru zabytków. Znajduje się także w gminnej ewidencji zabytków.